# Spirituose

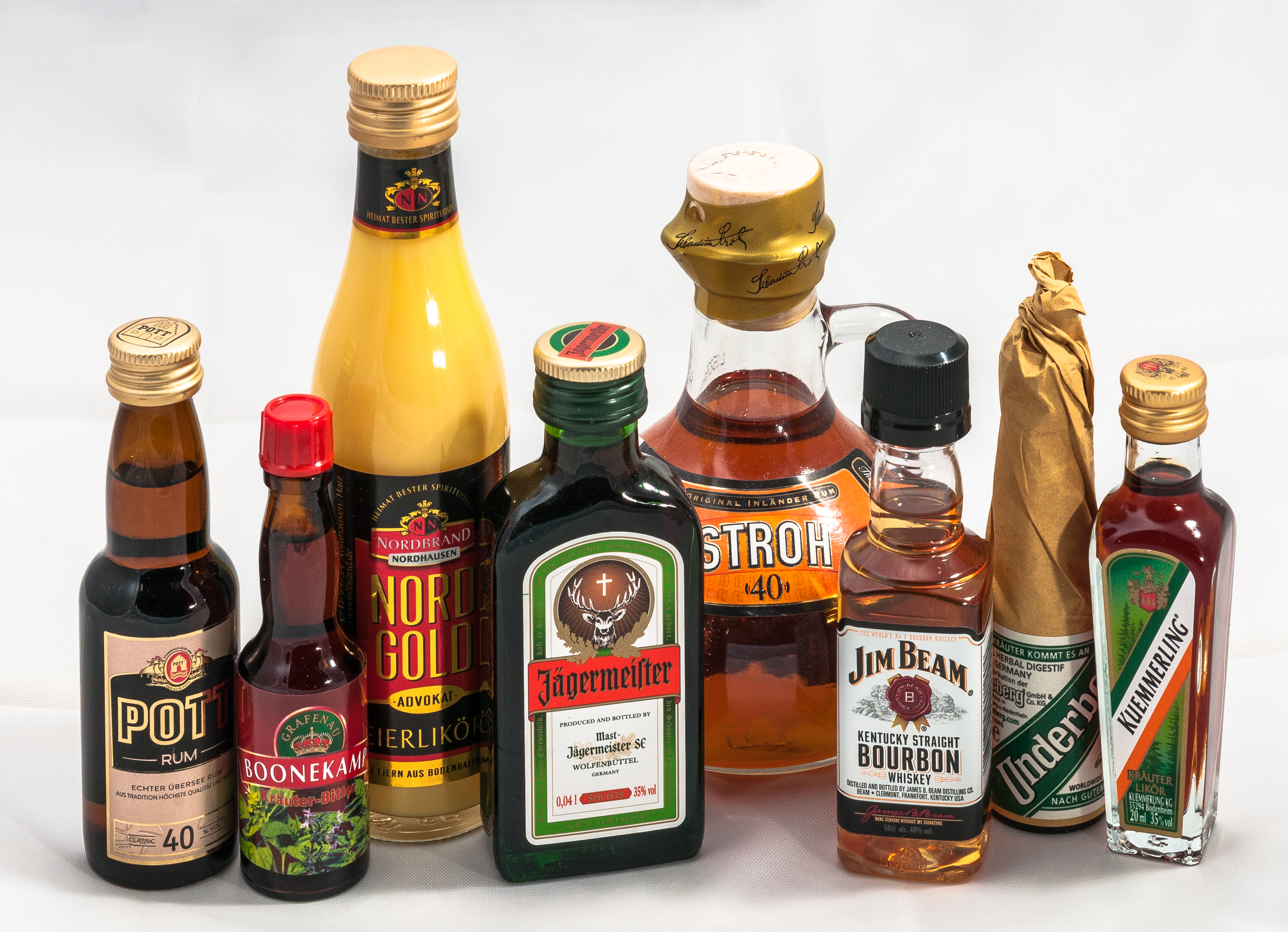
Spirituosen-Miniaturen

Eine Spirituose (von lateinisch spiritus ‚Geist‘; Neutrum Plural: spirituosa ‚Geistiges‘) oder geistiges Getränk, umgangssprachlich oft Schnaps oder bei zweifelhafter Qualität abwertend auch Fusel genannt, ist eine alkoholische Flüssigkeit, die zum menschlichen Genuss bestimmt ist, besondere organoleptische Eigenschaften besitzt und nach aktuellem EU-Recht einen Mindestalkoholgehalt von 15 Vol.-% aufweist; bei Eierlikör genügen 14 Vol.-%. Früher war auch die Bezeichnung Branntwein üblich, die noch heute in einigen Gesetzen verwendet wird. Die Gewinnung der alkoholischen Basis erfolgt durch Brennen (Destillation) natürlicher, vergorener, pflanzlicher Erzeugnisse.

## Begriffsbestimmung

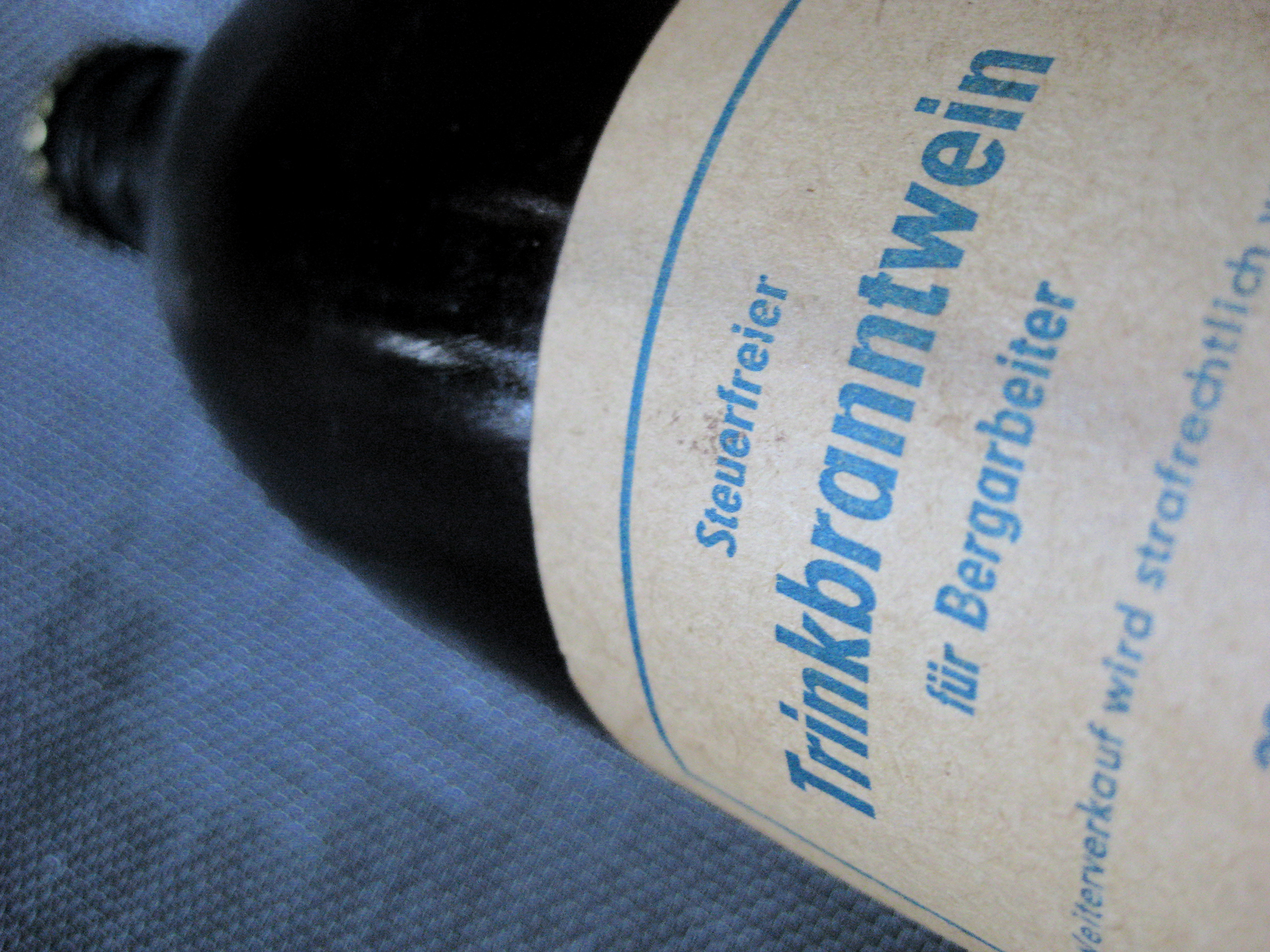
Steuerfreier Branntwein für Bergleute der DDR

Die Europäische Wirtschaftsgemeinschaft legte 1989 für ihren Bereich einheitliche Begriffsbestimmungen, Bezeichnungen und Aufmachungen für Spirituosen fest. Der früher in Deutschland als Gattungsbezeichnung verwendete Begriff „Branntwein“ ist heute nur noch für Branntwein aus Wein bzw. Weinbrand als Handelsname gebräuchlich und wurde bis Ende 2017 in Deutschland bei der Besteuerung von durch Destillation erzeugten, alkoholhaltigen Flüssigkeiten verwendet (Branntweinsteuer, seit 2018 im Alkoholsteuergesetz geregelt). In diesem Zusammenhang war und ist es unerheblich, aus welchen Grundstoffen der Alkohol destilliert wurde. 2008 erfolgte eine Überarbeitung der Begriffsbestimmung in der Verordnung (EG) Nr. 110/2008 (Spirituosenverordnung), heute bekannt als EU-Spirituosenverordnung.
Umgangssprachlich werden Spirituosen oft als „Schnaps“ bezeichnet. Das Wort kommt aus der niederdeutschen Sprache und ist verwandt mit dem Wort „schnappen“, was sich darauf bezieht, dass der Schnaps normalerweise in einem schnellen Schluck aus einem kleinen Glas (Kurzer, Pinnchen, Stamperl, Schnapper, Schnabbes) getrunken wird.

## Gesundheitsgefahr
Die Abhängigkeitsgefahr und das Gesundheitsrisiko beim Konsum alkoholischer Getränke sind weitgehend unabhängig von der Getränkeart, in der der Alkohol enthalten ist. Es geht hauptsächlich um die insgesamt konsumierte Menge Reinalkohol und um die Menge der zusätzlich im Getränk enthaltenen, schädlichen Inhaltsstoffe, wie Methylalkohol und Fuselöle.
Alkoholische Getränke mit höherem Alkoholgehalt können brennbar sein. Unsachgemäßer Umgang kann somit zu Brandverletzungen führen. Entsprechend werden alkoholische Getränke in der UN-Gefahrgutliste unter der Nummer 3065 geführt mit der Gefahrenzahl 30 (entzündlich) für Alkoholgehalte von 24 bis 70 Vol.-% und 33 (leicht entzündlich) bei mehr als 70 Vol.-%.

## Herstellung

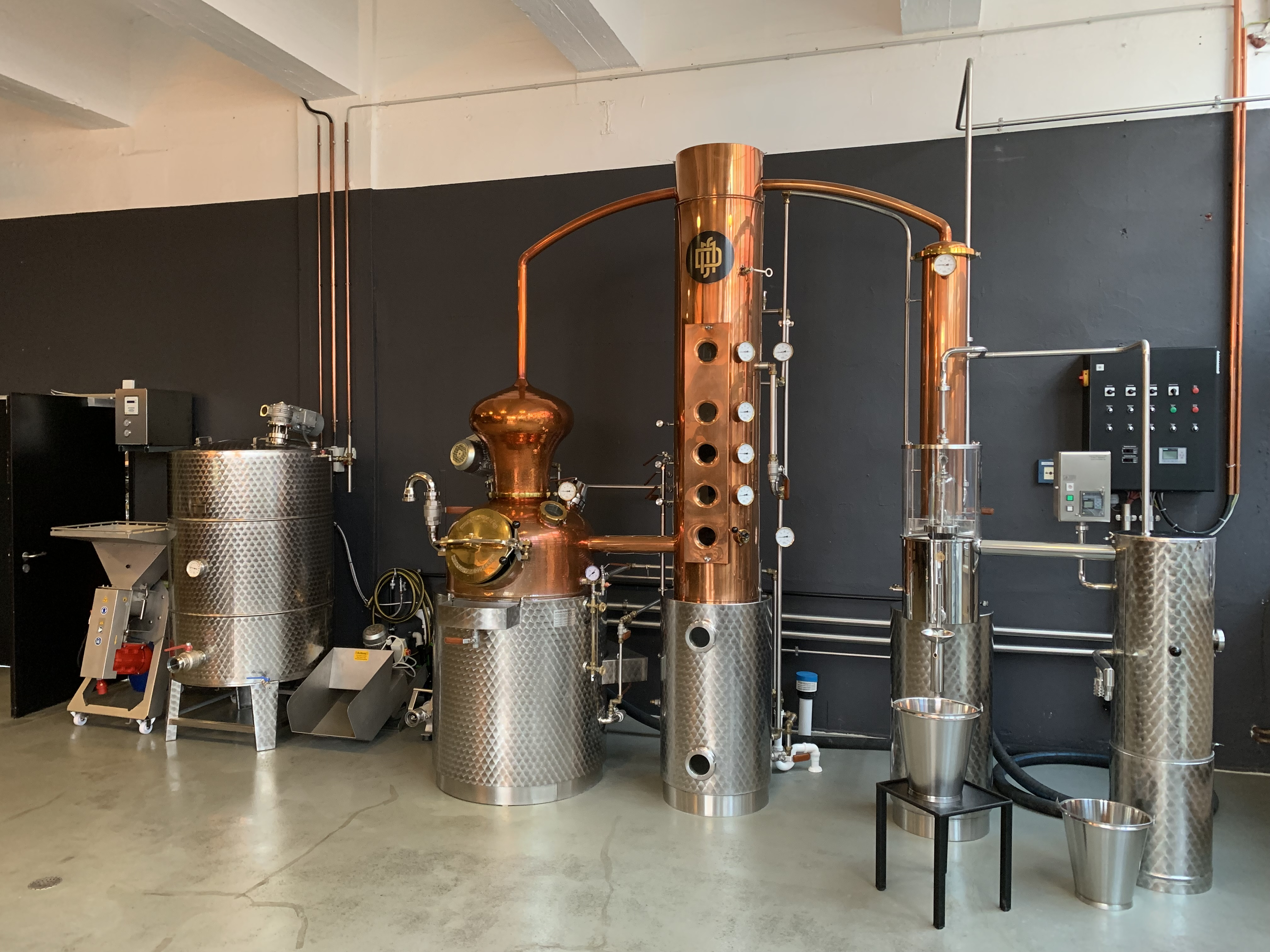
Brennkessel in einer Spirituosenmanufaktur

Der Ausgangsstoff von Spirituosen wird entweder durch Vergärung von zuckerhaltigen Lösungen von Getreide oder Fruchtsäften beziehungsweise Maische oder durch Einlegen (Mazerieren) von Beeren und Früchten in Alkohol hergestellt. Anschließend erfolgt jeweils eine einfache oder mehrfache Destillation, auch Brennen genannt. Das Destillat wird zur Reifung teilweise in Eichenholzfässern gelagert, welche diesem auch die leicht bräunliche Farbe verleihen. Der Alkoholgehalt wird im Allgemeinen schließlich durch den Zusatz von Wasser auf Trinkstärke herabgesetzt. Manchen Spirituosen werden beim Destillieren zur Aromatisierung auch geringe Mengen an Pflanzenextrakten zugesetzt.

### Brand, Wasser oder Geist
Es wird danach unterschieden, wie die trinkfertige Spirituose bereitet wurde:
- Brände oder Wässer (meist synonym benutzt) werden aus vergorenen Maischen der jeweiligen Frucht erzeugt, d. h. der Alkohol entsteht bei der Gärung aus den vorhandenen Kohlenhydraten. Die entstandene alkoholhaltige Flüssigkeit wird nachfolgend destilliert. Angewendet wird diese Technik des Vergärens bei allen Rohstoffen, die ausreichend Zucker enthalten, um diesen wirtschaftlich sinnvoll zu Alkohol zu vergären. Beispiele sind Birnenbrand oder Kirschwasser.
- Beim Geist mazeriert zugegebener, neutral schmeckender, hochprozentiger Alkohol die Aromen aus den zerkleinerten, aber nicht vergorenen Früchten. Angewendet wird diese Technik bei vielen Früchten, besonders Beeren, die zwar sehr viele Aromastoffe, aber zu wenig Zucker enthalten, um diesen wirtschaftlich sinnvoll zu vergären. Ein Beispiel ist Himbeergeist.

Historisch wurden Begriffe wie Weingeist auch als Bezeichnung für den (möglichst) reinen Ethylalkohol verwendet.

### Ethanol landwirtschaftlichen Ursprungs als Basis
Ethylalkohol landwirtschaftlichen Ursprungs, auch als Neutralalkohol, Agraralkohol oder (in der Schweiz) als Trinksprit bezeichnet, ist – ähnlich wie Wodka – weitgehend frei von Aromen der Ausgangsstoffe und dient als Basis zur Herstellung vieler Spirituosen. So entstehen die meisten Liköre durch Aromatisierung, Zuckerung und Färbung von Neutralalkohol. Auch Gin wird mit Neutralalkohol hergestellt, der je nach Qualitätsstufe mit aromagebenden pflanzlichen Stoffen („botanicals“) wie Kräutern oder Gewürzen ein zweites Mal destilliert werden kann. Portwein und Likörwein wird während der Gärung Neutralalkohol zugegeben, um die Gärung zu stoppen und die Restsüße zu erhalten. Auch andere weinhaltige Getränke werden teilweise mit Neutralalkohol versetzt („aufgespritet“), um einen höheren Alkoholgehalt zu erreichen, zum Beispiel Wermut.

## Rechtliches

### Kennzeichnungspflicht
Innerhalb der EU besteht eine einheitliche Kennzeichnungspflicht für alkoholhaltige Getränke.
Sie wird durch die Richtlinie 87/250/EWG der Kommission vom 15. April 1987 über die Angabe des Alkoholgehalts als Volumenkonzentration bei der Etikettierung von alkoholhaltigen, für den Endverbraucher bestimmten Lebensmitteln geregelt.
Die Richtlinie ergänzt die Gemeinschaftsbestimmungen der Richtlinie 76/766/EWG über die der Definition des Alkoholgehalts von Getränken und der Richtlinie 79/112/EWG zur Angleichung der Rechtsvorschriften der Mitgliedstaaten über die Etikettierung und Aufmachung für den Endverbraucher bestimmter Lebensmittel. Die Richtlinie betrifft Getränke mit mehr als 1,2 Volumenprozent Alkoholgehalt. Für eine aktuelle Übersicht zur Kennzeichnungspflicht wird auf den Artikel zum Thema Alkoholgehalt hingewiesen. Die Richtlinie 87/250/EWG wurde 2014 durch den Artikel 53 der Verordnung (EU) Nr. 1169/2011 (Lebensmittel-Informationsverordnung) aufgehoben.
Zwingend erforderlich sind die verwechselungsfreie Angabe der Verkehrsbezeichnung, die Angabe des Herstellers/des Abfüllers, die Behältnisgröße sowie der Alkoholgehalt der Spirituose in Volumenprozenten.
Der Alkoholgehalt wird mittels EU-einheitlicher Messmethoden ermittelt. Hierzu dienen Alkoholometer (Dichtespindeln) mit EWG-Eichfähigkeit und amtlichen Korrekturtafeln. Da sich nur reine Alkohol-Wasser-Mischungen mit dieser Messmethode ermitteln lassen, muss bei den meisten Spirituosen zuvor eine Probedestillation durchgeführt werden.
Bei der Angabe des Alkoholgehalts sind folgende Abweichungen zugelassen:
- 0,5 Vol.-% bei Bier mit höchstens 5,5 Vol.-% Alkoholgehalt und aus Weintrauben hergestellten Getränken der Tarifstelle 22.07 B II des Gemeinsamen Zolltarifs;
- 1 Vol.-% bei Bier mit über 5,5 Vol.-% Alkoholgehalt und aus Weintrauben hergestellten Getränken der Tarifstelle 22.07 B I des Gemeinsamen Zolltarifs, Apfelwein, Birnenwein und ähnlichen gegorenen Getränken sowie Getränken aus gegorenem Honig;
- 1,5 Vol.-% bei Getränken mit eingelegten Früchten oder Pflanzenteilen;
- 0,3 Vol.-% bei anderen Getränken.

### Deutschland
In Deutschland wird für alle Spirituosen eine als Branntweinsteuer bezeichnete Verbrauchsteuer erhoben, die dem Bund zufließt. Die Besteuerung wurde bis 2017 von der Bundesmonopolverwaltung für Branntwein verwaltet, seit 2018 von der Bundeszollverwaltung. Ihr Aufkommen betrug im Jahr 2001 2,1 Milliarden €. Pro Liter purem Alkohol müssen 13,03 Euro an die Steuerbehörde abgeführt werden, was den zum Teil hohen Preis von Spirituosen im Vergleich zu vergorenen Produkten, wie zum Beispiel Bier, erklärt.
Neben der Verschlussbrennerei, bei der der real erhaltene Alkohol versteuert werden muss, gibt es noch in Teilen Deutschlands die Abfindungsbrennerei. Der dort hergestellte Abfindungsbranntwein wird unter Verzicht auf amtliche Verschlüsse oder Sicherungsmaßnahmen hergestellt. Für den Abfindungsbranntwein wird die Branntweinsteuer im Voraus auf die zu erwartende Alkoholmenge entrichtet. Diese wird in Abhängigkeit zur Menge und Art des Brennmaterials, wie bspw. Kirschmaische, Hefetrub unterschiedlich zugrunde gelegt, d. h. amtlich geschätzt auf Grundlage des zutreffenden Ausbeutesatzes gem. § 120 BrennO.
Das Alkoholsteuergesetz in Verbindung mit § 68 der Alkoholsteuerverordnung befreit Privatpersonen davon, Brenngeräte beim Hauptzollamt anzumelden, sofern ein maximales Volumen von 2 l nicht überschritten wird. Dies bedeutet aber keine Befreiung von der Branntweinsteuer. Die Höhe der Branntweinsteuer kann beim zuständigen Hauptzollamt erfragt werden.
Die Abgabe von Spirituosen an Personen unter 18 Jahren ist in Deutschland untersagt.

### Österreich
Auch in Österreich gibt es das Branntweinmonopol, das bereits von Maria Theresia herrührt und von der Republik Österreich nach dem Ersten Weltkrieg übernommen wurde. Demnach ist für das Brennen von Schnaps je nach Art der Brennereien (Abfindungs- oder Verschlussbrennerei) die Branntweinsteuer zu entrichten.
Die Abgabe von Branntwein und Branntwein-Mischgetränken an Jugendliche ist in Österreich verboten. In den meisten Bundesländern liegt die Altersgrenze bei 18 Jahren. Nur in Wien, Niederösterreich und dem Burgenland lag sie bei 16 Jahren.
Seit 1. Jänner 2019 gilt jedoch auch dort die Altersgrenze von 18 Jahren.

## Klassifikation von Spirituosen

### Branntwein aus Wein
- Branntwein ist die allgemeine Bezeichnung für alle aus Wein gebrannten Spirituosen. Daher sind Verkehrsbezeichnungen wie zum Beispiel Tresterbranntwein mittlerweile nicht mehr zulässig. Juristisch und vor allem steuerrechtlich zählen hierzu jedoch auch alle anderen Spirituosen.
- Weinbrand ist ein mindestens sechs Monate bzw. bei einem Fassungsvermögen von über 1000 Litern zwölf Monate in Eichenholzfässern gereifter Branntwein.
  - Armagnac
  - Cognac
  - Divin
  - Pisco

### Spirituosen aus Nebenprodukten der Weinherstellung
- Tresterbrand oder Trester aus den Pressrückständen der Weinkelterei
  - Grappa in Italien und in der italienischsprachigen Schweiz
  - Treber in Österreich
  - Marc in Frankreich und der französischsprachigen Schweiz, zum Beispiel Marc de Champagne
  - Tsikoudia und Tsipouro in Griechenland
  - Kisljarka in Russland
  - Orujo in Spanien
  - Tschatscha in Georgien
  - Komovica in Balkanländern: Bosnien und Herzegowina, Serbien, Montenegro und Kroatien. Komovica (der Trester heißt in diesen Ländern Komina) wird oft falsch als Lozovača (loza ‚Weinrebe‘), gekürzt „Loza“ genannt. Als Lozovača dürfte eigentlich nur der klare Branntwein genannt werden, gewonnen nicht aus dem Trester, sondern als Destillat der ganzen Traubenmaische.
- Hefebrand aus der nach der Gärung im Fass zurückgebliebenen Hefe (Geläger); frz. lie.

### Obstbrände
Obstbrände werden entweder aus den zu Obstwein vergorenen Säften (Most) oder aus der vergorenen Obstmaische destilliert. Letzteres ist der gebräuchliche Weg, da das Auspressen des Saftes als Produktionsschritt wegfällt. Ein Obstbrand kann alternativ auch als Obstwasser oder Obstschnaps bezeichnet werden.
- aus Obstwein
  - Calvados (Frankreich), aus Cidre
- aus Obstmaische
  - Apfelbrand, aus Äpfeln, zum Beispiel Applejack
  - Träsch (Innerschweiz), aus Birnen und Äpfeln
  - Kirschwasser, aus Kirschen
  - Eau de vie (Frankreich), aus Äpfeln, Birnen, Mirabellen, Pflaumen, Kirschen oder Himbeeren
  - Zwetschgenwasser; Sliwowitz, aus Zwetschgen
  - Vieille Prune Pflaumenschnaps
  - Mirabellenbrand
  - Marillenbrand, aus Aprikosen
  - Schlehenbrand, aus Schlehdorn
  - Birnenbrand; Williams sortenrein aus der Williams Christ Birne; Subirer sortenrein aus Sau-Birnen
  - Quittenbrand, aus Quitten
  - Dirndlbrand, aus der Kornelkirsche
  - Mournoraki (Kreta), aus Maulbeeren
  - Pálinka (Ungarn), aus Äpfeln, Birnen, Pflaumen oder Marillen
  - Țuică (gesprochen /'ʦuj.kə/; Rumänien)
  - Zibärtle oder Zibartenbrand aus der Zibarte
  - Elsbeerbrand, frz. „Alisier“, aus den Früchten des Elsbeerbaums
  - Vogelbeerbrand aus der Vogelbeere oder Eberesche

Ein nur als Obstbrand oder Obstler bezeichneter Schnaps wird aus den Maischen zweier oder mehrerer Obstsorten zusammen gebrannt, die Menge der enthaltenen Obstsorten wird meist in absteigender Reihenfolge angegeben. Obstler wird meist aus Äpfeln und Birnen gebrannt. Für sortenreine Apfelbrände werden in der Regel nur sehr aromatische Sorten wie Braeburn, Goldparmäne oder Jonagold verwendet.

### Obstgeiste

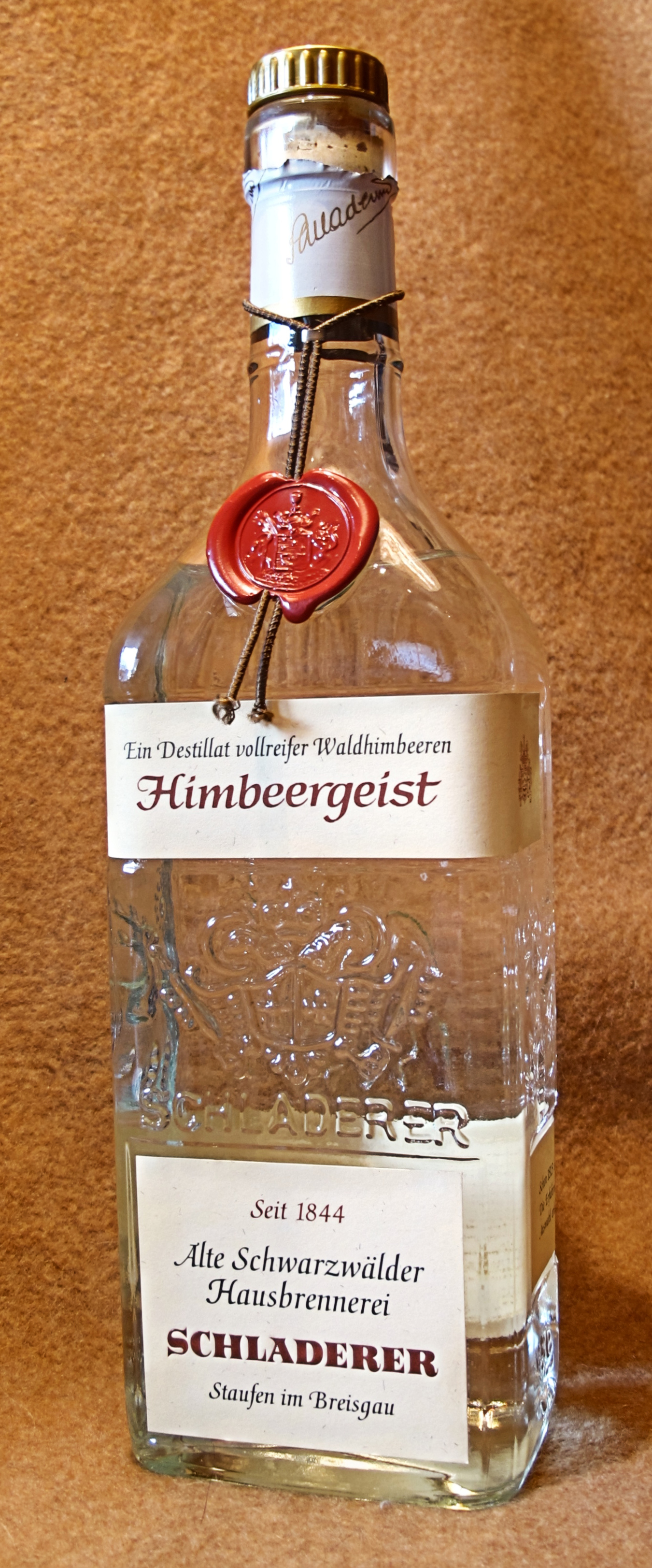
Schwarzwälder Himbeergeist

Anders als beim Obstbrand werden für einen Obstgeist Früchte verwendet, die wegen ihres geringen Zuckergehalts nicht zum Vergären geeignet sind, aber viel Aroma besitzen. Die frischen oder tiefgekühlten Früchte werden mit neutral schmeckendem Agraralkohol mazeriert, d. h. darin eingeweicht, sodass sich die Aromen und Farbstoffe im Alkohol lösen. Anschließend wird dieser Frucht-Alkohol-Ansatz destilliert. Geiste stammen typischerweise von Beerenfrüchten wie Holunder, Vogelbeere, Heidelbeeren, Hagebutten und insbesondere Himbeeren.
- Brombeergeist
- Himbeergeist
- Schlehengeist

### Getreidebrände
Brände auf Basis von Getreide (können teilweise auch aus Kartoffeln hergestellt werden).

#### Korn
Kornbrand wird nur aus dem vollen Korn von Weizen, Gerste, Hafer, Roggen oder Buchweizen hergestellt.
- Korn mit mindestens 32 Vol.-% Alkohol
- Kornbrand mit mindestens 37,5 Vol.-% Alkohol; meistens als Doppelkorn mit 38 Vol.-% im Handel.
- Weizenkorn oder Weizendoppelkorn sind entsprechende Produkte, die größtenteils aus Weizen gewonnen werden.

#### Whisk(e)y
Whisk(e)y ist aus Getreide, insbesondere Gerste (Malt) aber auch Mais (Bourbon, Corn), Roggen (Rye) oder Weizen gebrannt und reift meist mehrere Jahre lang in Holzfässern (meistens aus Eiche) mit einem Fassungsvermögen von bis zu 700 Litern. Whisky wird als Single Malt oder als Blend(ed) (Mischung aus verschiedenen Whiskys) abgefüllt.

#### Wodka
Wodka ist aus Getreide (Roggen, Weizen), Kartoffeln oder Melasse gebrannt und auch aromatisiert (Zitrone, Mandarine, Vanille, Schwarze Johannisbeere) erhältlich. Reiner Wodka ist fast geschmacksneutral, da das Destillat mittels Aktivkohle von Fuselölen und Aromen befreit wird.

#### Reis
Spirituosen aus Reis finden sich in allen asiatischen Ländern
- Choum: chinesischer Reisschnaps, manchmal wird er mit Blüten oder Fruchtessenzen parfümiert
- Ruou: vietnamesischer Reisschnaps
- Kome-Shōchū: japanischer Reisschnaps, der auf Eis oder mit heißem Wasser verdünnt getrunken wird.
- Lao Khao ist eine Spirituose aus Thailand, die aus Klebreis destilliert wird.

#### Hirse
- Maotai: chinesischer Hirseschnaps
- Waragi: aus Uganda

#### Sonstige Getreidebrände
- Baijiu: verschiedene chinesische Getreidespirituosen
- Shōchū: japanischer Schnaps, kann außer Reis auch aus anderen Rohstoffen hergestellt werden.

### Brände aus unterirdischen Pflanzenteilen
- Kartoffelschnaps
- Enzian besteht aus den unterirdischen Pflanzenteilen einiger großwüchsiger Enzian-Arten.
- Topinambur
- Soju: koreanische Spirituose, die manchmal aus Süßkartoffeln hergestellt wird

### Brände aus Zuckerrohr
- Rum: meist aus Melasse, seltener Sirup oder Zuckerrohrsaft
- Cachaça: aus grünem Zuckerrohr und Zuckerrohrsaft
- Mae Kong: meist unkorrekt als Thai-Whisky bezeichnet

### Sonstige Brände
- Holzbranntwein
- Zigarrenbrand
- Feni: traditioneller Brand der indischen Region Goa; aus der Scheinfrucht der Cashew-Nuss oder aus dem Saft der Triebspitzen der Kokospalme

#### Brände aus Palmwein
- Arrak besteht neben Palmsaft oder -wein auch aus vergorener Reismaische. Bekannt ist der Batavia-Arrak aus Java (Indonesien).

#### Brände aus Agaven
- Mezcal: die allgemeine Bezeichnung für Agavenbrände aus Mexiko
  - Tequila: der bekannteste Mezcal kommt aus der gleichnamigen Stadt Tequila
- Sotol: Brände aus Dasylirien aus Mexiko

### Likör
Likör ist der Oberbegriff für alkoholische Getränke, die mit mindestens 100 Gramm Zucker pro Liter und aromatischen Zutaten hergestellt werden. Innerhalb der EU ist ein Mindest-Alkoholgehalt von 15 Vol.-% festgelegt. Der Alkoholgehalt kann jedoch deutlich höher liegen. Einem Likör kann Rahm, Milch, Obst, Fruchtsaft oder Wein beigegeben werden. Die Auswahl und Möglichkeiten der Aromatisierung sind weit gefächert. Liköre im unteren Preissegment (Partyliköre wie Wodka-Feige, Fernet, Jagdbitter) werden überwiegend synthetisch hergestellt. Natürliche oder naturidentische Aromakonzentrate in Verbindung mit Alkohol und Wasser bilden ihre Basis. Das obere Preissegment bilden Liköre, die in Handarbeit unter großem Zeit- und Arbeitsaufwand durch direkte Mazeration oder Perkolation der natürlichen Aromaträger (Kräuter, Früchte) hergestellt werden. Bestimmte Liköre mit überregionaler Bedeutung sind in ihrer Zusammensetzung und/oder durch ihre geographische Herkunft geschützt. Der Anis-Likör Sambuca beispielsweise muss 350 Gramm Zucker, 1 Gramm natürliches Anethol pro Liter Flüssigkeit und einen Alkoholgehalt von 38 Vol.-% aufweisen, um die Bezeichnung Sambuca tragen zu dürfen. Die genauen Bezeichnungen und Regelungen sind im Anhang der Verordnung (EG) Nr. 110/2008 (Spirituosenverordnung) des Europäischen Parlaments und des Rates vom 15. Januar 2008 geregelt.
- Amaretto
- Amarula
- Crème de Cassis
- Eierlikör enthält Eigelb, Eiweiß und Zucker oder Honig. Der Gehalt an Zucker oder Honig beträgt mindestens 150 Gramm pro Liter, der Gehalt an Eigelb mindestens 140 Gramm pro Liter. Der Mindest-Alkoholgehalt beträgt abweichend 14 Vol.-%
- Galliano
- Grand Marnier
- Kahlúa: Kaffeelikör

### Spirituosen mit Wacholder
Basis für Wacholderschnäpse sind Agraralkohol oder Getreidebrände, die erneut gebrannt werden. Dabei werden entweder die Alkoholdämpfe über die Wacholderbeeren geleitet oder es werden Wacholderbeeren zusammen mit dem Alkohol in die Brennblase gefüllt und gemeinsam destilliert. Es dürfen zusätzlich auch weitere würzende Stoffe zugegeben werden, der Wacholdergeschmack ist jedoch immer die Hauptkomponente.
- Gin wird mit einer Vielzahl anderer Kräuter und Gewürze verfeinert: Anis, Fenchel, Kalmus, Kardamom, Koriander, Lavendel, Mandel, Zimt und Kümmel.
- Genever mit Kümmel, Anis und Koriander.
- Steinhäger
- Kranewitter (Österreich, Südtirol, Teile Bayerns)

### Spirituosen mit Anis (Anisées)

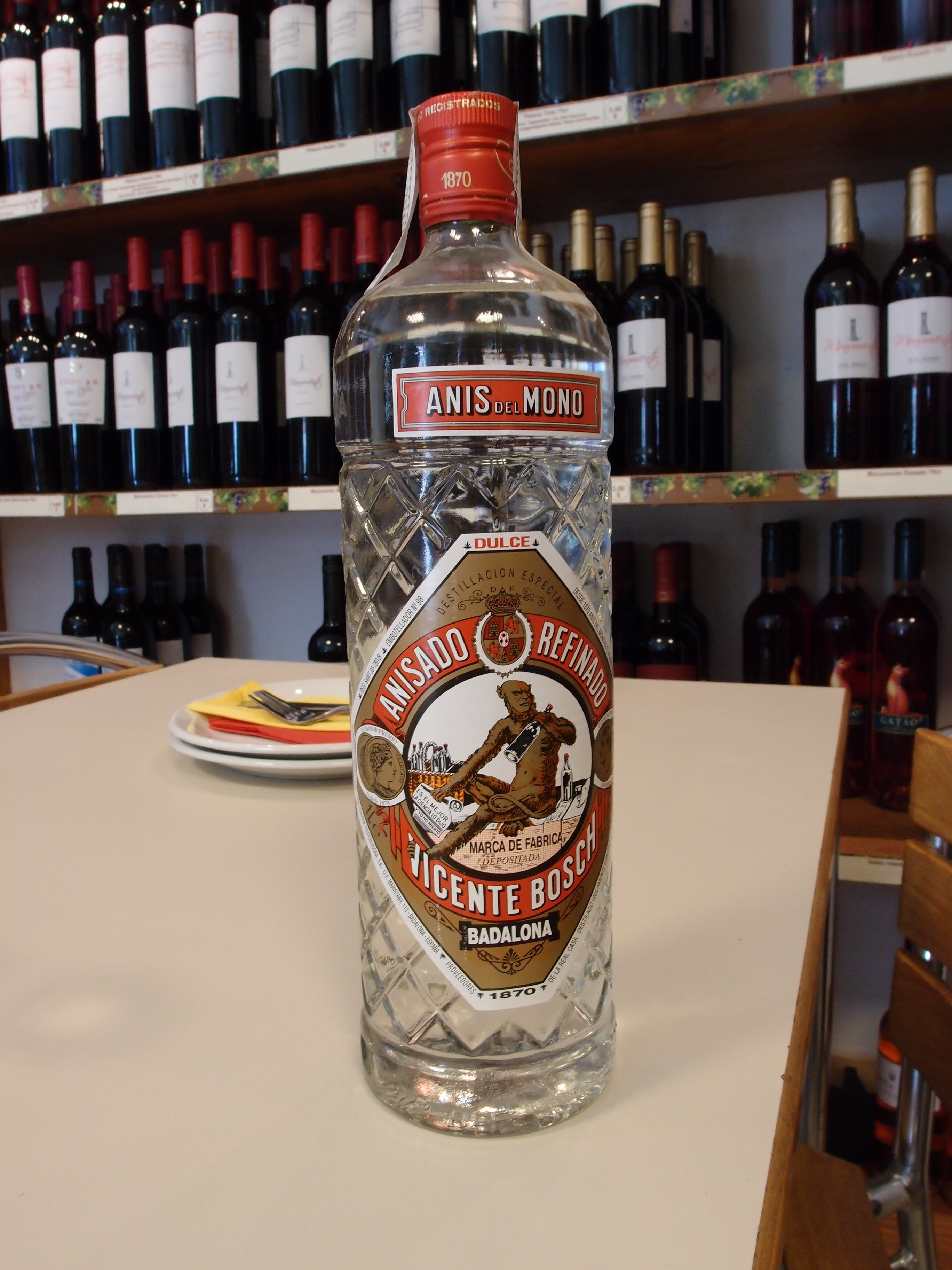
Anisschnaps Anís del Mono aus Spanien

Spirituosen mit Anis (Anisées) werden durch Aromatisieren von Ethanol landwirtschaftlichen Ursprungs mit natürlichen Extrakten von Sternanis, Anis, Fenchel oder anderen Pflanzen, die im Wesentlichen das gleiche Aroma aufweisen, hergestellt. Andere natürliche Pflanzenextrakte oder würzende Samen können ergänzend verwendet werden, jedoch muss der Anisgeschmack vorherrschend bleiben. Eine Spirituose mit Anis darf als „Anis“ bezeichnet werden, wenn ihr charakteristisches Aroma ausschließlich von Anis und/oder Sternanis und/oder Fenchel herrührt.
- Arak: vor allem in Syrien, Jordanien, Israel, Palästina, im Libanon und Irak verbreitet.
- Aguardiente: ein Schnaps aus Zuckerrohr und Anis, verbreitet in Kolumbien.
- Ouzo wird durch Destillation oder Einmaischen mit Anis- und gegebenenfalls Fenchelsamen, des Mastix eines auf der Insel Chios beheimateten Mastixstrauchs und von anderen würzenden Samen, Pflanzen und Früchten aromatisiert und stammt ausschließlich aus Griechenland. Ouzo muss farblos sein und darf einen Zuckergehalt von bis zu 50 Gramm pro Liter haben.
- Pastis enthält außerdem natürliche Extrakte aus Süßholz und hat einen Zuckergehalt von weniger als 100 Gramm pro Liter.
- Rakı: in der Türkei und auf dem Balkan
- Sambuca: italienischer Digestif aus Anis, der mit verschiedenen Kräutern und Gewürzen aromatisiert ist, einen hohen Zuckergehalt und einen für einen Likör untypisch hohen Alkoholgehalt von etwa 40 Vol.-% aufweist.

### Spirituosen mit Kümmel
Spirituose, die durch Aromatisieren mit Kümmelsaat gewonnen wird. Andere natürliche Aromastoffe und Aromaextrakte sowie naturidentische Aromastoffe können zugesetzt werden, der Charakter des Erzeugnisses muss aber vom Kümmel oder Dill geprägt sein.
- Kümmel, auf Plattdeutsch Köm genannt, ist ein aus Kümmel hergestellter Schnaps, der besonders in Norddeutschland getrunken wird.
- Aquavit erhält sein Aroma, indem Destillate mit Kümmel und/oder Dillsamen überzogen werden. Andere natürliche oder naturidentische Aromastoffe dürfen mitverwendet werden, der Kümmelgeschmack muss vorherrschend sein, Bitterstoffe dürfen nicht dominieren.

### Spirituosen / Liköre aus Wurzeln
- Bärwurz: die Wurzeln werden mit Neutralalkohol versetzt und destilliert, ähnlich einem Geist.
- Blutwurz: ein Mazerat der Wurzeln wird zu einem Likör oder einer Spirituose weiterverarbeitet.

### Spirituosen mit bitterem Geschmack oder Bitter
Spirituosen mit vorherrschend bitterem Geschmack werden als Bitter bezeichnet. Die Abgrenzung zu den Likören ist fließend; sofern ein Bitter zugleich ein Likör ist, können die Verkehrsbezeichnungen wahlweise verwendet werden.
- Absinth: Spirituose zwischen 45 und 85 Vol.-% Alkohol mit Wermut, Anis, Fenchel sowie einer Reihe weiterer Kräuter.

## Spirituosenkonsum in Deutschland
Der Pro-Kopf-Verbrauch von Spirituosen lag in der Bundesrepublik Deutschland 1960 bei 4,2 Litern im Jahr, stieg bis 1976 auf 8,4 Liter und sinkt seitdem kontinuierlich. 1991 lag er in den alten Bundesländern bei 6,2 l, in den neuen Bundesländern jedoch mit 12,9 l mehr als doppelt so hoch. Nach Schätzungen des Bundesverbands der Deutschen Spirituosenindustrie (BSI) sank er dort in den 1990er Jahren rapide (1999: 6,3 l, gesamtdeutsch 5,9 l). 2009 und 2010 lag der Pro-Kopf-Verbrauch in Deutschland bei 5,4 l.
Damit nahm 2010 jeder Deutsche ungefähr 1,8 Liter reinen Alkohol in Form von Spirituosen zu sich. Zum Vergleich: Der jährliche Bierkonsum betrug im selben Jahr 107 l (entspricht ca. 5,2 l Alkohol), beim Wein waren es 20,5 l (entspricht 2,3 l Alkohol), bei Schaumwein 3,9 l (entspricht 0,4 l Alkohol).

## Spirituosenindustrie
Der weltweit größte Spirituosenhersteller ist Diageo mit umgerechnet circa 14 Milliarden Euro Jahresumsatz (2020) und einer Verkaufsmenge von 960 Millionen Liter (2012), gefolgt von Pernod Ricard (2011/2012: 8,2 Mrd. Euro, 870 Mio. Liter), Bacardi (2011: umgerechnet ca. 3,3 Mrd. Euro, 330 Millionen Liter), Beam Global (2011: umgerechnet ca. 2,1 Mrd. Euro, 270 Mio. Liter), Brown-Forman (2011/2012: umgerechnet ca. 2,8 Mrd. Euro, 180 Mio. Liter) und der Campari-Gruppe (2012: ca. 1,2 Mrd. Euro).
Die in Deutschland produzierende Spirituosenbranche ist überwiegend mittelständisch geprägt und größtenteils im Bundesverband der Deutschen Spirituosen-Industrie und -Importeure organisiert.
Im Jahr 2010 waren in der deutschen Spirituosenindustrie knapp 3.000 Mitarbeiter in 50 Betrieben (mit mehr als 20 Mitarbeitern) beschäftigt. Bezogen auf die alten Bundesländer ist somit die Anzahl der Betriebe seit 1960 auf etwa ein Zehntel, die der Beschäftigten auf etwa ein Fünftel gesunken. Der Umsatz der Branche belief sich im Jahr 2010 auf gut 2,5 Milliarden Euro.
Die Produktion in Deutschland – bezogen auf Flaschen zu 0,7 Liter – lag 1970 bei 489 Millionen Flaschen, erreichte 1976 615 Mio. Flaschen und sank danach bis Ende der 1980er Jahre kontinuierlich auf etwa 400 Mio. Flaschen (alle Zahlen nur alte Bundesländer). Nach der Wiedervereinigung 1990 stieg die gesamtdeutsche Produktion kurzzeitig bis auf 801 Mio. Flaschen im Jahr 1994 an und ist seitdem wieder rückläufig. 2010 wurden in Deutschland 507 Mio. Flaschen produziert. Die Exporte haben sich im gleichen Zeitraum vervielfacht: Lagen die bundesdeutschen Exporte 1970 noch bei 5 Millionen Flaschen, waren es in den 1990er Jahren bereits über 100 Millionen (alte und neue Länder), 2010 239 Millionen Flaschen. Die Importe nach Deutschland haben sich seit 1990 (194 Millionen Flaschen) bis 2010 (423 Millionen Flaschen) mehr als verdoppelt. Einschließlich der Spirituosen-Mixgetränke lag das Gesamtangebot auf dem deutschen Markt damit 2010 bei knapp 700 Millionen Flaschen.
Den größten Anteil am Gesamtangebot (ohne Spirituosen-Mixgetränke) hatten mit 29 % die Liköre, gefolgt von Korn und anderen klaren Spirituosen (etwa 15 %), Rum, Arrak, Taffia (14 %), Wodka (14 %), Weinbrand, Cognac und Armagnac (10 %), Whisk(e)y (9 %), Obstbränden (5 %), Sonstigen Spirituosen (3 %) und schließlich Gin, Genever und Wacholder (1 %).
Innerhalb der Europäischen Union werden die meisten Spirituosen im Vereinigten Königreich hergestellt (2009: 11,5 Millionen Hektoliter), gefolgt von Frankreich (6 Millionen Hektoliter), Deutschland (3,7 Mio. hl), Polen und Italien (jeweils 3,2 Mio. hl). Damit machten diese fünf Länder 71 % der Spirituosenproduktion unter den 27 EU-Mitgliedstaaten aus. Bezogen auf den Wert der hergestellten Spirituosen ergibt sich eine etwas andere Rangfolge, hier liegt Deutschland auf Platz 4 hinter Portugal. Insgesamt produzierten die europäischen Spirituosenhersteller im Jahr 2009 39 Millionen Hektoliter Spirituosen im Wert von über 23 Milliarden Euro. Im Jahr 2010 produzierten 61 Betriebe in Deutschland Spirituosen. Der Umsatz der deutschen Spirituosenindustrie betrug im Jahr 2011 rund 2,37 Milliarden Euro.

## Verwandte Themen
- Im Rumtopf dienen Spirituosen zur Konservierung von Früchten.

## Regionale Bezeichnungen
- Schabau ist eine vor allem im Rheinland und auch Teilen Südwestfalens gebräuchliche umgangssprachliche Bezeichnung für hochprozentige Spirituosen, sprich Schnaps. Aus Köln stammt der Ausspruch: „Schabau määt schlau!“ (Schnaps macht schlau!). Das Wort ist eine Umformung aus dem seit 1650 bekannten „Vinum Sabaudicum“ (Savoyer Wein).
- Schluck ist im norddeutschen Raum neben Schnaps die umgangssprachliche Bezeichnung für hochprozentige Spirituosen.
- Ruß in Sachsen, vor allem im Leipziger Raum.